# Christian Stocker
Christian Stocker (Wiener Neustadt, 20 de março de 1960) é um político austríaco e Chanceler da Áustria desde 3 de março de 2025. É membro do Partido Popular Austríaco (ÖVP), ele é membro do Conselho Nacional desde 2019 e presidente interino do Partido Popular desde 5 de janeiro de 2025. Ele já havia atuado como secretário-geral do partido de setembro de 2022 a janeiro de 2025. Em 5 de janeiro de 2025, ele foi eleito novo líder interino do Partido Popular, após a renúncia do chanceler Karl Nehammer.
Depois de descartá-lo antes, Stocker anunciou a disposição do ÖVP de entrar em negociações de coalizão com Herbert Kickl e o FPÖ de extrema direita. As negociações de coalizão entre ÖVP, SPÖ e NEOS falharam anteriormente após a eleição legislativa austríaca de 2024. Em 27 de fevereiro de 2025, o SPÖ, ÖVP e NEOS anunciaram um acordo para formar um governo de coalizão a ser liderado por Stocker como chanceler.

## Primeiros anos e educação
Stocker nasceu e foi criado em Wiener Neustadt. Seu pai, Franz Stocker, foi representante do ÖVP no Conselho Nacional. Stocker frequentou a escola primária e secundária em Wiener Neustadt. Estudou direito na Universidade de Viena a partir de 1979, graduando-se com um mestrado em 1986. Em 1988, obteve um doutorado em direito.

## Carreira política

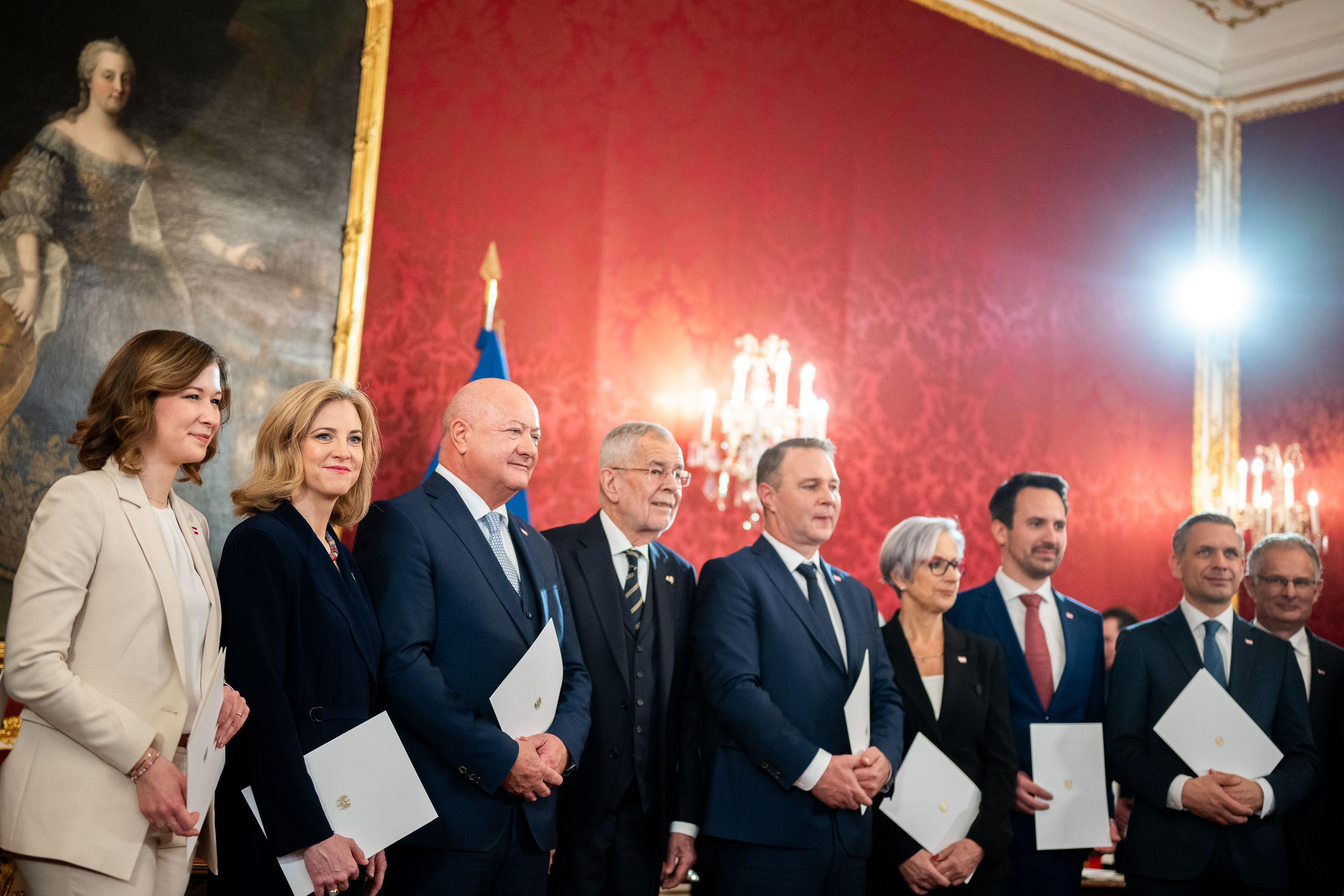
Christian Stocker na cerimônia de posse em 3 de março de 2025

Em 12 de junho de 2019, Stocker foi empossado como membro do Conselho Nacional durante o XXVI período legislativo, sucedendo Johann Rädler, que havia renunciado ao seu mandato. Em junho de 2021, foi reeleito como presidente do ÖVP em Wiener Neustadt. Em dezembro de 2021, foi nomeado porta-voz de assuntos internos e segurança no clube parlamentar do ÖVP.
Em março de 2022, Stocker foi eleito vice-presidente distrital do partido e, em setembro de 2022, foi nomeado secretário-geral do ÖVP. Para as eleições do Conselho Nacional de 2024, ele foi o principal candidato do partido no distrito de Baixa Áustria Sul e foi colocado em sétimo lugar na lista federal do ÖVP, garantindo um mandato direto de seu distrito. Após a eleição, ele se tornou membro da equipe de negociação do ÖVP para discussões de formação de governo com o Partido Social-Democrata (SPÖ) e o NEOS.
Em 5 de janeiro de 2025, Stocker foi nomeado Presidente do ÖVP após a renúncia de Karl Nehammer, que ocorreu após as negociações malsucedidas de coalizão tripartite entre o ÖVP, o SPÖ e o NEOS. Sob sua liderança, o ÖVP iniciou negociações com o Partido da Liberdade da Áustria (FPÖ), que havia emergido como o partido mais forte nas eleições legislativas de 2024. Apesar de Stocker ter expressado anteriormente fortes críticas ao FPÖ, as negociações entre os dois partidos continuaram, mas acabaram falhando em 12 de fevereiro de 2025.
Após as eleições locais de 2025 na Baixa Áustria, Stocker renunciou ao seu mandato em Wiener Neustadt e deixou o cargo de vice-prefeito, embora tenha permanecido como presidente do partido na cidade.

### Chanceler da Áustria
Após novas negociações de coalizão entre o ÖVP, o SPÖ e o NEOS, Stocker emergiu como o principal candidato ao cargo de Chanceler. Ele foi empossado como Chanceler da Áustria em 3 de março de 2025, formando o governo Stocker.